# TV Länggasse Bern
Der TV Länggasse Bern wurde am 21. August 1901 im Café des Alpes, dem späteren Restaurant Schanzenegg, gegründet. Der Verein trainierte in der Turnhalle Friedbühl und dem Turnplatz beim neuen Länggassschulhaus.
In den folgenden Jahren wurden diverse Abteilungen gegründet:
- 1908: Männer- und Jugendriege
- 1916: Damenriege
- 1929: Berg- und Skiriege
- 1932: Handball
- 1975: Volleyball

Zum 100-jährigen Jubiläum des TV Länggasse Bern erstellte Henri Florio 2001 eine Zusammenfassung des ersten Jahrhunderts des Vereins.

## Handball
Die Handballmannschaft wurde 1932 gegründet. 1954 konnte der erste Schweizer-Meister-Titel im Feldhandball gefeiert werden, 1957 der zweite. 1956 folgte der Feldhandball-Cup-Sieg. Dieser Erfolg konnte 1997, 1999 und 2002 wiederholt werden.
1988 stiegen die Handballer in die Nationalliga B auf, 1994 folgte der Aufstieg in die Nationalliga A.